# Enceinte de La Réole
L'enceinte de La Réole est un ensemble de vestiges de fortifications d'agglomération situé sur la commune de La Réole, dans le département français de la Gironde, en France.

## Localisation
Les vestiges de l'enceinte sont disséminés autour du centre-ville. Les principaux endroits sont la double porte du Sault, les vestiges de remparts du parc de stationnement des Jacobins, ceux de la porte Saint-Martin (au croisement du Chemin de ronde et de la rue du Général Leclerc), ceux de la rue Duprat dans le quartier du Martouret, ceux entourant le pied du château des Quat'Sos et ceux soutenant le Prieuré.

## Historique
La ville fortifiée de La Réole était établie sur un éperon rocheux et la défense de la cité a nécessité trois enceintes successives aux XIIIe, XIVe & XVe siècles. Ces enceintes ont en grande partie disparu depuis le XVIIIe siècle et les remparts qui subsistent, hormis ceux des Jacobins et ceux du pied du château, jouent encore leur rôle de soutènement. Subsiste également la Porte du Sault qui permet d'accéder aux jardins de l'Hôtel de ville. L'ensemble de ces vestiges est classé au titre des monuments historiques par arrêté du 12 juillet 1886.

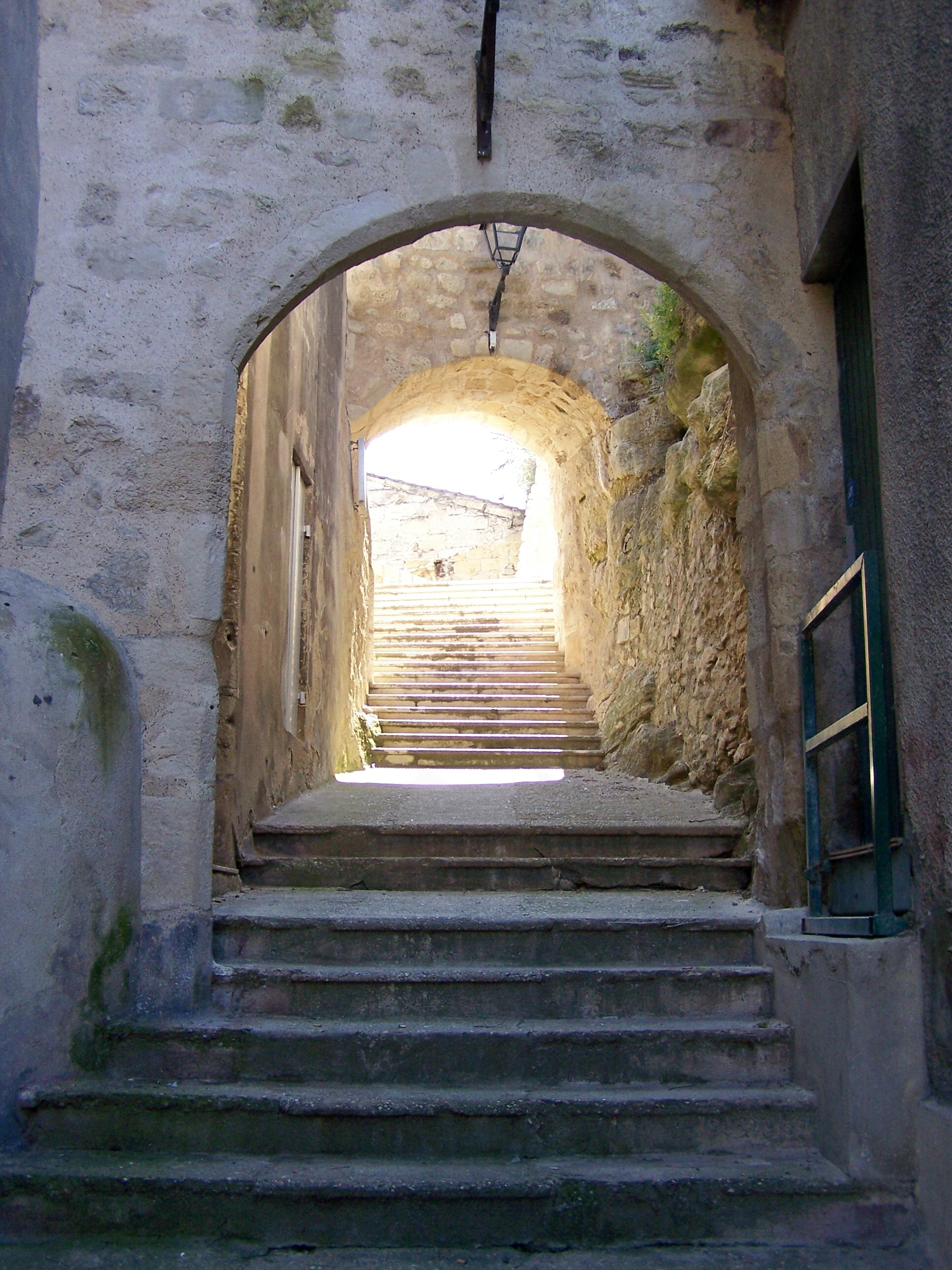
La double porte du Sault (juin 2009)
44° 34′ 49,4″ N, 0° 02′ 20,3″ O
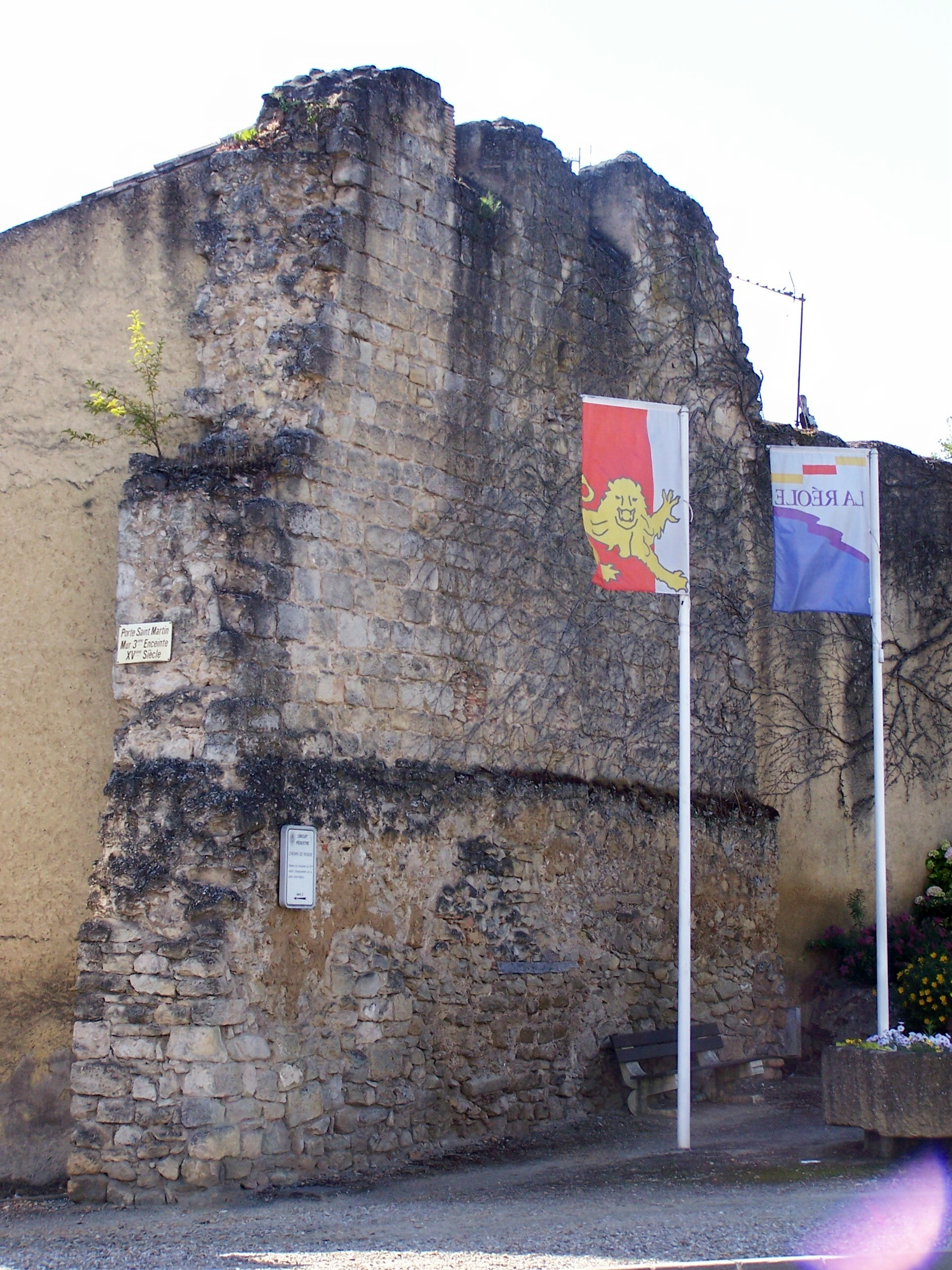
Vestiges de remparts de la porte Saint-Martin (juin 2009)
44° 34′ 54,5″ N, 0° 02′ 02,2″ O
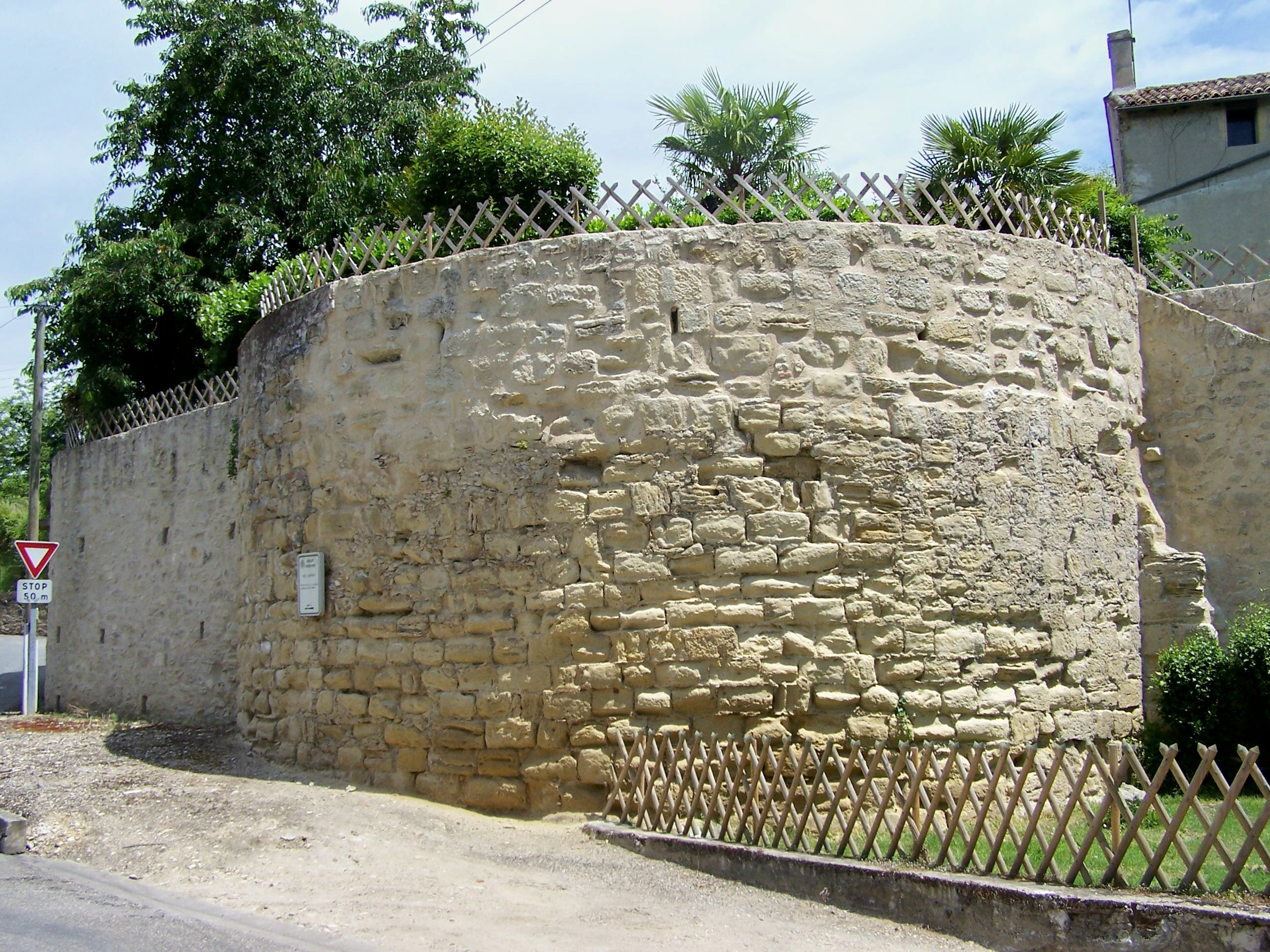
Remparts du Martouret, rue Duprat (juin 2009)
44° 35′ 06,6″ N, 0° 02′ 30″ O

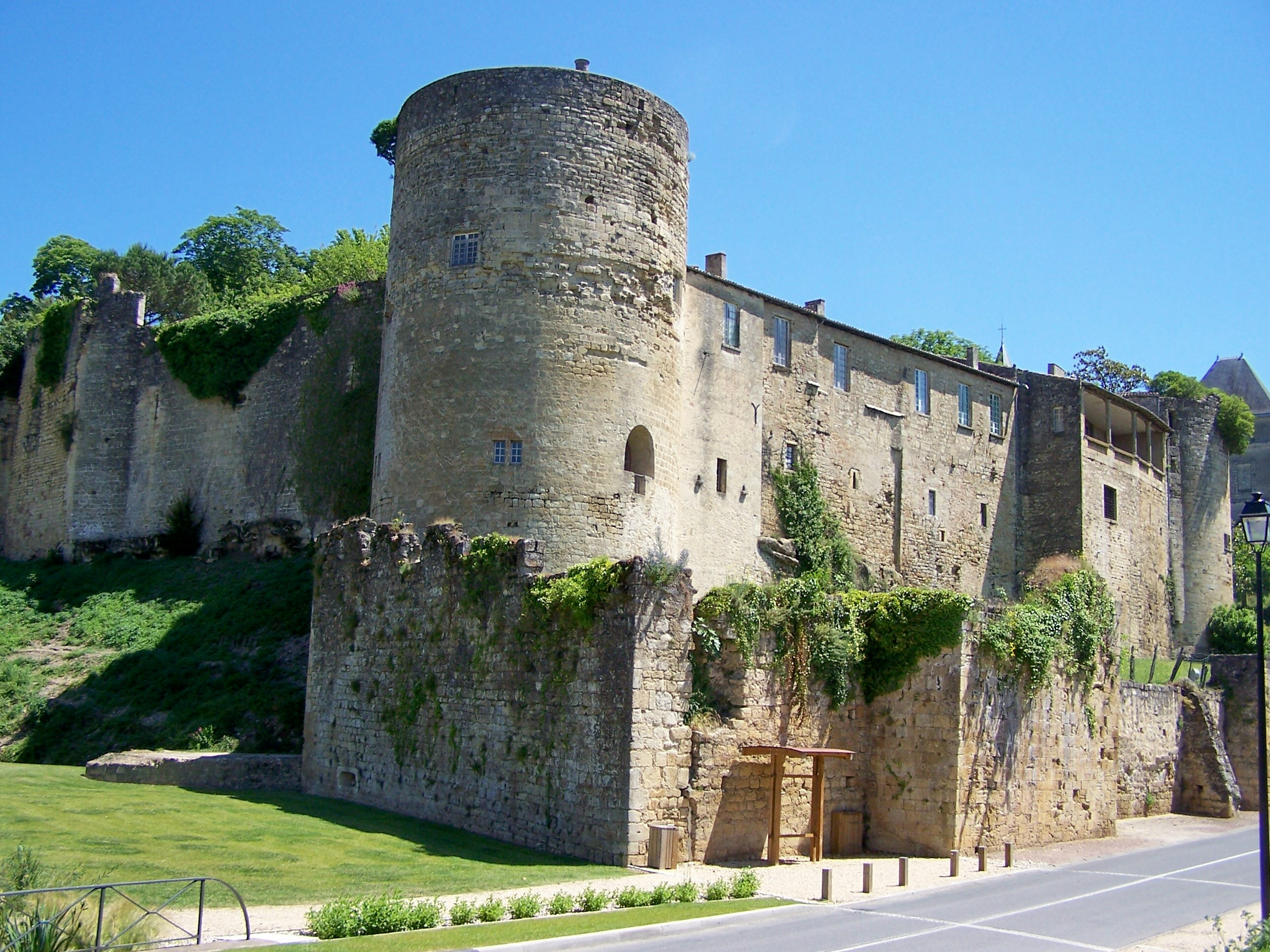
Remparts devant le château (mai 2009)
44° 34′ 52,1″ N, 0° 02′ 38,3″ O
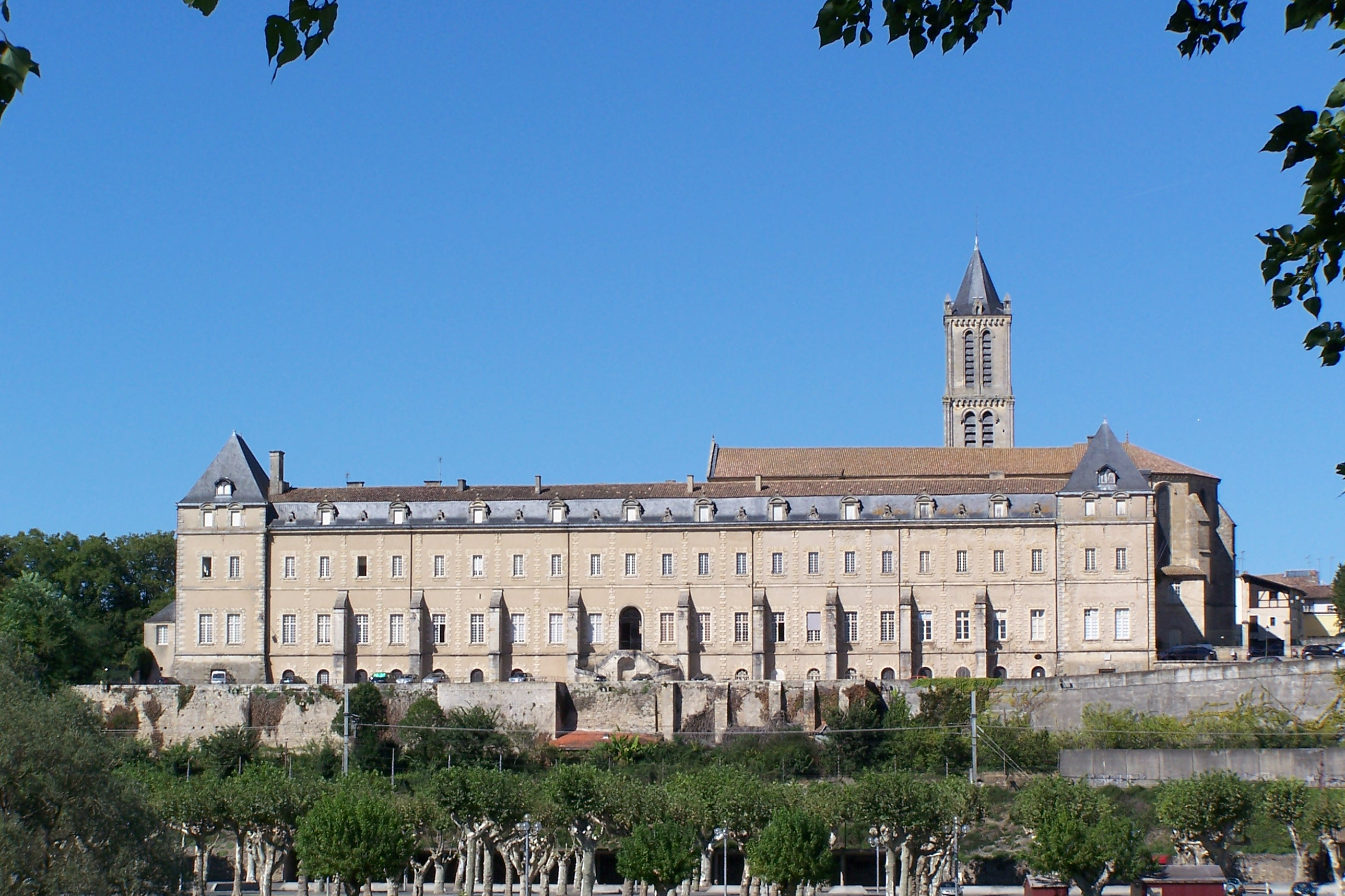
Remparts devant le prieuré (sept. 2011)
44° 34′ 50,9″ N, 0° 02′ 29,6″ O